# Aphis succisae
Aphis succisae är en insektsart. Aphis succisae ingår i släktet Aphis och familjen långrörsbladlöss. Inga underarter finns listade i Catalogue of Life.